# Parantica garamantis
Parantica garamantis là một loài bướm giáp trong phân họ Danainae. Nó được tìm thấy ở Papua New Guinea and the Quần đảo Solomon.